# Список населённых пунктов Талдомского городского округа
В списке представлены населённые пункты Талдомского района Московской области и их принадлежность к муниципальным образованиям. Перечень населённых пунктов, их наименование и тип даны в соответствии с Законом Московской области от 15.02.2005 № 42/2005-ОЗ «О статусе и границах Талдомского муниципального района и вновь образованных в его составе муниципальных образований». Численность населения дана по результатам Всероссийской переписи 2010 года.
После преобразования Талдомского района в городской округ с целью исключения наличия у двух одноимённых населённых пунктов одинаковых категорий постановлением Губернатора Московской области № 79-ПГ от 22 февраля 2019 года:
- деревня Волково бывшего сельского поселения Гуслевское преобразована в слободку;
- деревня Высочки бывшего городского поселения Талдом преобразована в слободку;
- деревня Гусёнки бывшего сельского поселения Темповое преобразована в слободку;
- деревня Кузнецово бывшего сельского поселения Темповое преобразована в слободку;
- деревня Стариково бывшего сельского поселения Гуслевское преобразована в село.

На территории Талдомского городского округа находятся 178 населённых пунктов: 1 город, 3 рабочих посёлка, 8 сёл, 162 деревни и 4 слободки. Они входили в состав 4 городских и 4 сельских поселений.
| №   | Населённый пункт     | Тип             | Население | Бывшее муниципальное образование |
| --- | -------------------- | --------------- | --------- | -------------------------------- |
| 1   | Айбутово             | деревня         | ↘10       | сельское поселение Ермолинское   |
| 2   | Аймусово             | деревня         | ↗25       | сельское поселение Гуслевское    |
| 3   | Акишево              | деревня         | →5        | городское поселение Вербилки     |
| 4   | Андрейково           | деревня         | ↘1        | сельское поселение Квашёнковское |
| 5   | Арефьево             | деревня         | →0        | сельское поселение Темповое      |
| 6   | Ахтимнеево           | деревня         | ↗258      | городское поселение Талдом       |
| 7   | Бабахино             | деревня         | →1        | сельское поселение Квашёнковское |
| 8   | Бакшеиха             | деревня         | ↗9        | сельское поселение Квашёнковское |
| 9   | Бардуково            | деревня         | ↗51       | сельское поселение Гуслевское    |
| 10  | Батулино             | деревня         | ↗5        | сельское поселение Гуслевское    |
| 11  | Бельское             | деревня         | ↘16       | сельское поселение Гуслевское    |
| 12  | Береговское          | деревня         | ↗6        | сельское поселение Квашёнковское |
| 13  | Бережок              | деревня         | ↗1        | сельское поселение Темповое      |
| 14  | Бобровниково         | деревня         | ↗37       | сельское поселение Квашёнковское |
| 15  | Бобылино             | деревня         | ↗10       | сельское поселение Гуслевское    |
| 16  | Большое Курапово     | деревня         | ↗31       | сельское поселение Квашёнковское |
| 17  | Большое Семёновское  | деревня         | ↘18       | сельское поселение Ермолинское   |
| 18  | Большое Страшево     | деревня         | ↗14       | сельское поселение Темповое      |
| 19  | Бородино             | деревня         | ↘0        | сельское поселение Ермолинское   |
| 20  | Буртаки              | деревня         | ↘1        | сельское поселение Ермолинское   |
| 21  | Бурцево              | деревня         | ↗1        | сельское поселение Гуслевское    |
| 22  | Бучево               | деревня         | ↗31       | сельское поселение Ермолинское   |
| 23  | Васино               | деревня         | →5        | сельское поселение Гуслевское    |
| 24  | Великий Двор         | село            | ↗349      | сельское поселение Темповое      |
| 25  | Вербилки             | рабочий посёлок | ↘10 092   | городское поселение Вербилки     |
| 26  | Веретьево            | деревня         | ↗9        | сельское поселение Темповое      |
| 27  | Волдынь              | деревня         | ↗2        | сельское поселение Темповое      |
| 28  | Волково              | слободка        | ↘3        | сельское поселение Гуслевское    |
| 29  | Волково              | деревня         | →0        | сельское поселение Квашёнковское |
| 30  | Волкуша              | деревня         | ↗9        | сельское поселение Квашёнковское |
| 31  | Воргаш               | деревня         | ↘65       | сельское поселение Темповое      |
| 32  | Вороново             | деревня         | ↗18       | сельское поселение Ермолинское   |
| 33  | Вотря                | деревня         | ↘36       | сельское поселение Гуслевское    |
| 34  | Высочки              | слободка        | ↘115      | городское поселение Талдом       |
| 35  | Высочки              | деревня         | ↗1        | сельское поселение Темповое      |
| 36  | Глебово              | деревня         | ↗63       | сельское поселение Квашёнковское |
| 37  | Глинки               | деревня         | ↗20       | сельское поселение Гуслевское    |
| 38  | Головачево           | деревня         | ↗1        | сельское поселение Ермолинское   |
| 39  | Головково-Марьино    | деревня         | ↗1        | сельское поселение Гуслевское    |
| 40  | Григорово            | деревня         | ↘161      | сельское поселение Гуслевское    |
| 41  | Гришково             | деревня         | ↗4        | сельское поселение Квашёнковское |
| 42  | Гусёнки              | деревня         | ↗9        | сельское поселение Гуслевское    |
| 43  | Гусёнки              | слободка        | ↘5        | сельское поселение Темповое      |
| 44  | Гуслево              | деревня         | →0        | сельское поселение Гуслевское    |
| 45  | Деревня Лесоучастка  | деревня         | ↗17       | сельское поселение Ермолинское   |
| 46  | Дмитровка            | деревня         | ↘1        | сельское поселение Ермолинское   |
| 47  | Доброволец           | деревня         | ↗41       | Городское поселение Северный     |
| 48  | Домославка           | деревня         | ↗7        | сельское поселение Квашёнковское |
| 49  | Дубки                | деревня         | ↘63       | сельское поселение Гуслевское    |
| 50  | Дубровки             | деревня         | ↗72       | городское поселение Талдом       |
| 51  | Дьяконово            | деревня         | ↗1        | сельское поселение Ермолинское   |
| 52  | Ельцыново            | деревня         | →0        | сельское поселение Ермолинское   |
| 53  | Ермолино             | деревня         | ↘937      | сельское поселение Ермолинское   |
| 54  | Есаулово             | деревня         | ↗19       | сельское поселение Ермолинское   |
| 55  | Желдыбино            | деревня         | ↗15       | сельское поселение Квашёнковское |
| 56  | Жеребцово            | деревня         | ↗16       | сельское поселение Квашёнковское |
| 57  | Жизнеево             | деревня         | ↗25       | сельское поселение Ермолинское   |
| 58  | Жуково               | деревня         | →0        | сельское поселение Темповое      |
| 59  | Запрудня             | рабочий посёлок | ↗15 172   | городское поселение Запрудня     |
| 60  | Затула               | деревня         | ↗3        | сельское поселение Квашёнковское |
| 61  | Зятьково             | деревня         | ↘3        | сельское поселение Темповое      |
| 62  | Иванцево             | деревня         | ↘16       | сельское поселение Темповое      |
| 63  | Игумново             | деревня         | ↘25       | сельское поселение Квашёнковское |
| 64  | Измайлово            | деревня         | ↗25       | сельское поселение Ермолинское   |
| 65  | Калинкино            | деревня         | ↗30       | сельское поселение Ермолинское   |
| 66  | Карачуново           | деревня         | ↘70       | городское поселение Талдом       |
| 67  | Карманово            | деревня         | ↗14       | сельское поселение Темповое      |
| 68  | Квашёнки             | село            | ↘885      | сельское поселение Квашёнковское |
| 69  | Кишкиниха            | деревня         | ↗18       | сельское поселение Квашёнковское |
| 70  | Климово              | деревня         | ↗15       | сельское поселение Квашёнковское |
| 71  | Князчино             | деревня         | ↗14       | сельское поселение Гуслевское    |
| 72  | Колбасино            | деревня         | ↗29       | сельское поселение Квашёнковское |
| 73  | Коришево             | деревня         | ↘0        | сельское поселение Гуслевское    |
| 74  | Костенёво            | деревня         | ↘4        | сельское поселение Ермолинское   |
| 75  | Костино              | деревня         | ↗99       | городское поселение Талдом       |
| 76  | Костолыгино          | деревня         | ↗6        | сельское поселение Ермолинское   |
| 77  | Кошелёво             | деревня         | ↘861      | сельское поселение Квашёнковское |
| 78  | Кривец               | деревня         | ↘2        | сельское поселение Темповое      |
| 79  | Крияново             | деревня         | ↗25       | сельское поселение Темповое      |
| 80  | Кузнецово            | деревня         | ↗11       | сельское поселение Квашёнковское |
| 81  | Кузнецово            | слободка        | ↗5        | сельское поселение Темповое      |
| 82  | Куймино              | деревня         | ↗6        | сельское поселение Темповое      |
| 83  | Кунилово             | деревня         | ↘2        | сельское поселение Ермолинское   |
| 84  | Курилово             | деревня         | →4        | сельское поселение Ермолинское   |
| 85  | Кутачи               | деревня         | ↗6        | сельское поселение Темповое      |
| 86  | Кушки                | деревня         | ↗13       | сельское поселение Гуслевское    |
| 87  | Лебзино              | деревня         | ↘0        | сельское поселение Темповое      |
| 88  | Леоново              | деревня         | ↗4        | сельское поселение Ермолинское   |
| 89  | Лозынино             | деревня         | ↗31       | сельское поселение Ермолинское   |
| 90  | Льгово               | деревня         | ↘11       | сельское поселение Квашёнковское |
| 91  | Людятино             | деревня         | ↗11       | сельское поселение Темповое      |
| 92  | Лютиково             | деревня         | ↘0        | сельское поселение Ермолинское   |
| 93  | Маклаково            | деревня         | ↗81       | сельское поселение Квашёнковское |
| 94  | Маклыгино            | деревня         | ↗17       | сельское поселение Квашёнковское |
| 95  | Малиновец            | деревня         | ↗9        | сельское поселение Квашёнковское |
| 96  | Малое Курапово       | деревня         | ↗6        | сельское поселение Квашёнковское |
| 97  | Малое Страшево       | деревня         | ↘3        | сельское поселение Темповое      |
| 98  | Манихино             | деревня         | →0        | сельское поселение Квашёнковское |
| 99  | Мельдино             | деревня         | ↗16       | сельское поселение Темповое      |
| 100 | Мякишево             | деревня         | ↗23       | сельское поселение Квашёнковское |
| 101 | Наговицино           | деревня         | ↗1        | сельское поселение Темповое      |
| 102 | Некрасово            | деревня         | ↗17       | сельское поселение Квашёнковское |
| 103 | Никитино             | деревня         | ↘4        | сельское поселение Квашёнковское |
| 104 | Никитское            | деревня         | ↘20       | сельское поселение Квашёнковское |
| 105 | Николо-Кропотки      | село            | ↘637      | сельское поселение Ермолинское   |
| 106 | Никулки              | деревня         | ↘11       | сельское поселение Гуслевское    |
| 107 | Новая                | деревня         | ↗8        | сельское поселение Гуслевское    |
| 108 | Новая Хотча          | деревня         | ↘4        | сельское поселение Квашёнковское |
| 109 | Новогуслево          | село            | ↘382      | сельское поселение Гуслевское    |
| 110 | Новоникольское       | село            | ↗1048     | сельское поселение Гуслевское    |
| 111 | Новотроица           | деревня         | →0        | сельское поселение Темповое      |
| 112 | Нушполы              | деревня         | ↗152      | сельское поселение Гуслевское    |
| 113 | Овсянниково          | деревня         | ↗43       | сельское поселение Квашёнковское |
| 114 | Ожигово              | деревня         | ↗2        | сельское поселение Ермолинское   |
| 115 | Озерское             | деревня         | ↘58       | сельское поселение Квашёнковское |
| 116 | Ольховик             | деревня         | ↗5        | сельское поселение Темповое      |
| 117 | Остров               | деревня         | ↗12       | сельское поселение Ермолинское   |
| 118 | Павловичи            | деревня         | ↗964      | сельское поселение Гуслевское    |
| 119 | Павловское           | деревня         | ↗12       | сельское поселение Ермолинское   |
| 120 | Пановка              | деревня         | ↘164      | сельское поселение Темповое      |
| 121 | Парашино             | деревня         | ↗92       | сельское поселение Квашёнковское |
| 122 | Пашино               | деревня         | ↘4        | сельское поселение Ермолинское   |
| 123 | Пенкино              | деревня         | ↘21       | Городское поселение Северный     |
| 124 | Пенское              | деревня         | →0        | сельское поселение Ермолинское   |
| 125 | Петрино              | деревня         | →0        | сельское поселение Гуслевское    |
| 126 | Платунино            | деревня         | ↗4        | сельское поселение Темповое      |
| 127 | Полудёновка          | деревня         | ↗17       | сельское поселение Темповое      |
| 128 | Полутьево            | деревня         | ↗16       | сельское поселение Квашёнковское |
| 129 | Попадьино            | деревня         | →0        | сельское поселение Гуслевское    |
| 130 | Приветино            | деревня         | ↗16       | сельское поселение Гуслевское    |
| 131 | Пригары              | деревня         | ↗36       | сельское поселение Гуслевское    |
| 132 | Припущаево           | деревня         | ↗28       | сельское поселение Ермолинское   |
| 133 | Прусово              | деревня         | ↗11       | сельское поселение Ермолинское   |
| 134 | Разорёно-Семёновское | деревня         | ↗43       | сельское поселение Ермолинское   |
| 135 | Рассадники           | деревня         | ↘29       | сельское поселение Гуслевское    |
| 136 | Растовцы             | деревня         | ↗47       | сельское поселение Гуслевское    |
| 137 | Рождество-Вьюлки     | деревня         | ↗1        | сельское поселение Ермолинское   |
| 138 | Самково              | деревня         | ↘2        | сельское поселение Ермолинское   |
| 139 | Северный             | рабочий посёлок | ↘3847     | Городское поселение Северный     |
| 140 | Семёновское          | деревня         | ↗38       | сельское поселение Гуслевское    |
| 141 | Семягино             | деревня         | ↘10       | сельское поселение Ермолинское   |
| 142 | Сенино               | деревня         | ↗5        | сельское поселение Ермолинское   |
| 143 | Серебренниково       | деревня         | ↗46       | сельское поселение Гуслевское    |
| 144 | Сляднево             | деревня         | ↘27       | сельское поселение Темповое      |
| 145 | Смёнки               | деревня         | ↗73       | сельское поселение Квашёнковское |
| 146 | Сорокино             | деревня         | →0        | сельское поселение Гуслевское    |
| 147 | Сосково              | деревня         | ↗6        | сельское поселение Гуслевское    |
| 148 | Сотское              | деревня         | ↘26       | сельское поселение Квашёнковское |
| 149 | Спас-Угол            | село            | ↘37       | сельское поселение Квашёнковское |
| 150 | Станки               | деревня         | ↗44       | сельское поселение Ермолинское   |
| 151 | Старая Хотча         | деревня         | ↗40       | сельское поселение Квашёнковское |
| 152 | Стариково            | село            | ↗27       | сельское поселение Гуслевское    |
| 153 | Стариково            | деревня         | ↗31       | сельское поселение Темповое      |
| 154 | Старково             | деревня         | ↗7        | сельское поселение Гуслевское    |
| 155 | Сущёво               | деревня         | ↗10       | сельское поселение Гуслевское    |
| 156 | Талдом               | город           | ↘16 940   | городское поселение Талдом       |
| 157 | Танино               | деревня         | ↗84       | сельское поселение Гуслевское    |
| 158 | Тарусово             | деревня         | ↗38       | сельское поселение Гуслевское    |
| 159 | Темпы                | село            | ↗437      | сельское поселение Темповое      |
| 160 | Терехово             | деревня         | ↘1        | сельское поселение Ермолинское   |
| 161 | Троица-Вязники       | деревня         | ↗10       | сельское поселение Гуслевское    |
| 162 | Ульянцево            | деревня         | →11       | сельское поселение Квашёнковское |
| 163 | Устье-Стрелка        | деревня         | ↗1        | сельское поселение Темповое      |
| 164 | Утенино              | деревня         | ↘4        | сельское поселение Темповое      |
| 165 | Фёдоровское          | деревня         | ↗17       | сельское поселение Квашёнковское |
| 166 | Федотово             | деревня         | ↘0        | сельское поселение Гуслевское    |
| 167 | Филиппово            | деревня         | ↗3        | сельское поселение Темповое      |
| 168 | Фоминское            | деревня         | →3        | сельское поселение Ермолинское   |
| 169 | Храброво             | деревня         | ↘5        | сельское поселение Ермолинское   |
| 170 | Чупаево              | деревня         | ↘12       | сельское поселение Ермолинское   |
| 171 | Шабушево             | деревня         | ↗4        | сельское поселение Ермолинское   |
| 172 | Шадрино              | деревня         | ↗21       | сельское поселение Квашёнковское |
| 173 | Шатеево              | деревня         | ↗14       | сельское поселение Гуслевское    |
| 174 | Ширятино             | деревня         | ↗21       | сельское поселение Ермолинское   |
| 175 | Юдино                | деревня         | ↗13       | сельское поселение Темповое      |
| 176 | Юрино                | деревня         | ↗12       | сельское поселение Квашёнковское |
| 177 | Юркино               | деревня         | ↘658      | Городское поселение Северный     |
| 178 | Ябдино               | деревня         | ↘50       | сельское поселение Темповое      |